# Заляс (Вишковський повіт)
Заляс (пол. Zalas) — село в Польщі, у гміні Длуґосьодло Вишковського повіту Мазовецького воєводства.
Населення — 140 осіб (2011).
У 1975-1998 роках село належало до Остроленцького воєводства.

## Демографія
Демографічна структура станом на 31 березня 2011 року:
|          | Загалом | Допрацездатний вік | Працездатний вік | Постпрацездатний вік |
| -------- | ------- | ------------------ | ---------------- | -------------------- |
| Чоловіки | 68      | 17                 | 38               | 13                   |
| Жінки    | 72      | 17                 | 39               | 16                   |
| Разом    | 140     | 34                 | 77               | 29                   |